# 坎内尔山

坎内尔山在赫尔辛基的位置

坎内尔山（芬蘭語：Kannelmäki），是芬兰首都赫尔辛基第33号市区卡雷拉的一个小区，位于赫尔辛基西部，距离市中心十多公里。2023年，坎内尔山有14,030名居民。
坎内尔山的服务集中在卡里购物中心以及坎内尔山火车站的周边地区。卡里购物中心拥有80 家商店以及10多家咖啡馆和餐厅，是大赫尔辛基地区第7大购物中心，也是芬兰第13大购物中心。
坎内尔山火车站是环城铁路线上的车站之一，毗邻西赫尔辛基坎内尔楼文化中心（Kanneltalo），坎内尔楼同时也是坎内尔山小区公共图书馆所在地。

## 人口
据赫尔辛基新闻报（Helsingin Uutiset）统计，2021年坎内尔山有28.6%的人口讲外语，是赫尔辛基讲外语人数最多的十个地区之一。

## 图集

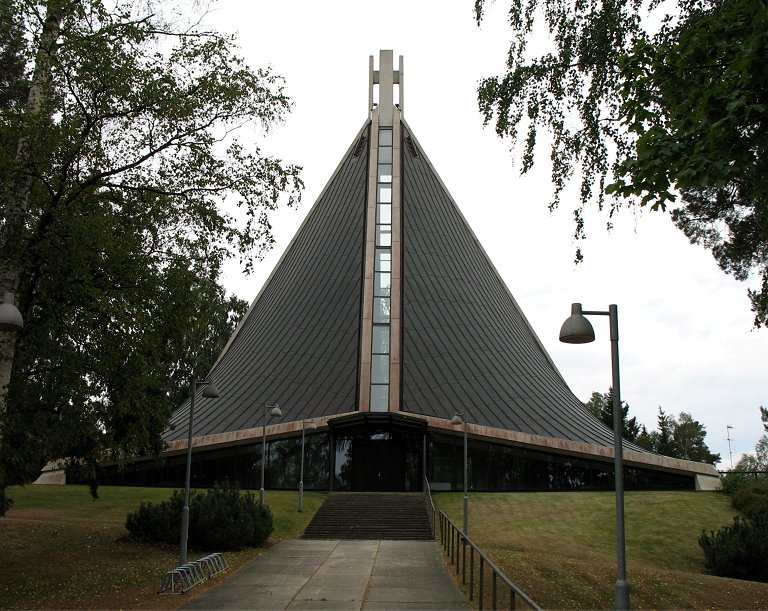
坎内尔山教堂（芬蘭語：Kannelmäen kirkko）
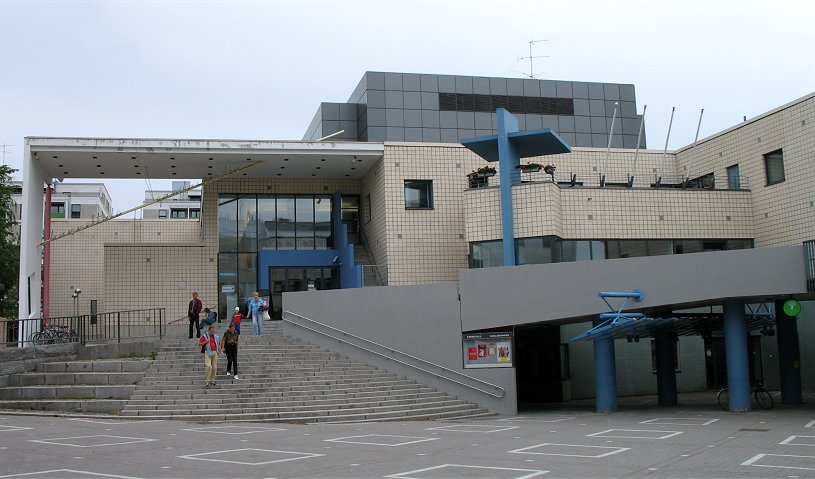
坎内尔楼文化中心
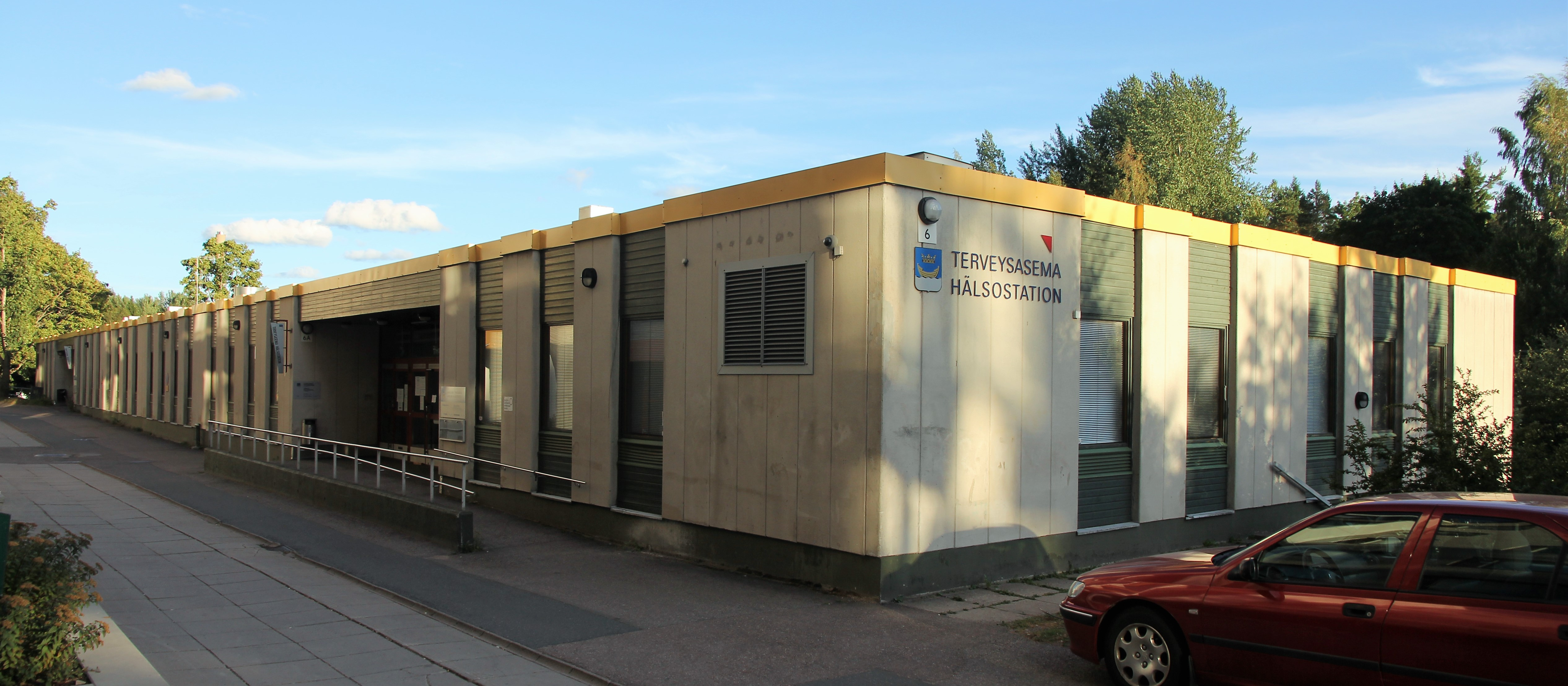
坎内尔山社区卫生中心

## 外部連結
- 坎内尔楼文化中心 （芬蘭語、瑞典語和英語）